# Stockholm Boogie
Stockholm Boogie är en svensk dramakomedifilm från 2005 med Erik Johansson, Jens Malmlöf, Maria Lindström och Erica Braun i rollerna. Filmen är regisserad av bröderna John och Karl-Uno Lindgren. Stockholm Boogie hade premiär den 28 oktober 2005.

## Handling
Stockholm Boogie skildrar kusinerna och bästa vännerna Hoffe och Jerka under en sommarnatt i Stockholm.

## Rollista
- Erik Johansson - Jerka
- Jens Malmlöf - Hoffe
- Maria Lindström - Nathalie
- Erica Braun - Terrorese (egentligen Therese)[2]
- Peter Lorentzon - Josef
- Sasha Mesić - Svarttaxichaufför
- Maria Simonsson - Mona
- Richard Gardt - Allan
- Nicklas Gustavsson - Dörrvakt
- Johan Wennerholm - Dörrvakt 2
- Simon Pramsten - Dörrvakt 3
- Johnny Gustafsson - Steffe
- Erik Zetterberg - Bruno
- Gustav Wållberg - Skurken
- Malou Hansson - Agnieska
- Matar "Näääk" Samba - Taisto
- Lars 'Sumpen' Sundbom - Galen man i hus
- Matias Varela - Sofo
- Rebecca Afzelius - Flitiga Lisa
- Christian Remröd - Nulle
- Daniel Klangefeldt - Klutte
- Johan Ehn - Peder
- Kerstin Green - Kvinna i bil
- Conny Block - Man i bil
- Gert Törngren - Bärgare
- Casimir Messner - Doktor Rosendorf
- Tina Nygård - Mamman
- Love Javell - Lillkillen